# Saint-Sauveur-Lendelin
Saint-Sauveur-Lendelin és un municipi francès situat al departament de la Manche i a la regió de Normandia. L'any 2007 tenia 1.633 habitants.

## Demografia

### Població
El 2007 la població de fet de Saint-Sauveur-Lendelin era de 1.633 persones. Hi havia 650 famílies de les quals 215 eren unipersonals (93 homes vivint sols i 122 dones vivint soles), 187 parelles sense fills, 211 parelles amb fills i 37 famílies monoparentals amb fills.
La població ha evolucionat segons el següent gràfic:
Habitants censats

### Habitatges
El 2007 hi havia 730 habitatges, 662 eren l'habitatge principal de la família, 40 eren segones residències i 28 estaven desocupats. 666 eren cases i 31 eren apartaments. Dels 662 habitatges principals, 395 estaven ocupats pels seus propietaris, 256 estaven llogats i ocupats pels llogaters i 11 estaven cedits a títol gratuït; 18 tenien una cambra, 55 en tenien dues, 118 en tenien tres, 187 en tenien quatre i 284 en tenien cinc o més. 494 habitatges disposaven pel capbaix d'una plaça de pàrquing. A 329 habitatges hi havia un automòbil i a 227 n'hi havia dos o més.

### Piràmide de població
La piràmide de població per edats i sexe el 2009 era:
| Homes | Edats   | Dones |
| ----- | ------- | ----- |
| 0     | 95 o +  | 0     |
| 0     | 90 a 94 | 4     |
| 4     | 85 a 89 | 12    |
| 8     | 80 a 84 | 12    |
| 36    | 75 a 79 | 28    |
| 32    | 70 a 74 | 56    |
| 52    | 65 a 69 | 80    |
| 24    | 60 a 64 | 36    |
| 24    | 55 a 59 | 20    |
| 48    | 50 a 54 | 44    |
| 32    | 45 a 49 | 40    |
| 56    | 40 a 44 | 28    |
| 48    | 35 a 39 | 60    |
| 56    | 30 a 34 | 44    |
| 24    | 25 a 29 | 28    |
| 28    | 20 a 24 | 24    |
| 44    | 15 a 19 | 36    |
| 52    | 10 a 14 | 64    |
| 44    | 5 a 9   | 44    |
| 48    | 0 a 4   | 12    |

## Economia
El 2007 la població en edat de treballar era de 956 persones, 655 eren actives i 301 eren inactives. De les 655 persones actives 608 estaven ocupades (332 homes i 276 dones) i 47 estaven aturades (18 homes i 29 dones). De les 301 persones inactives 75 estaven jubilades, 136 estaven estudiant i 90 estaven classificades com a «altres inactius».

### Ingressos
El 2009 a Saint-Sauveur-Lendelin hi havia 669 unitats fiscals que integraven 1.620,5 persones, la mediana anual d'ingressos fiscals per persona era de 15.058 €.

### Activitats econòmiques
Dels 70 establiments que hi havia el 2007, 2 eren d'empreses extractives, 3 d'empreses alimentàries, 3 d'empreses de fabricació d'altres productes industrials, 14 d'empreses de construcció, 11 d'empreses de comerç i reparació d'automòbils, 2 d'empreses de transport, 4 d'empreses d'hostatgeria i restauració, 1 d'una empresa d'informació i comunicació, 3 d'empreses financeres, 9 d'empreses de serveis, 13 d'entitats de l'administració pública i 5 d'empreses classificades com a «altres activitats de serveis».
Dels 27 establiments de servei als particulars que hi havia el 2009, 1 era una gendarmeria, 1 oficina de correu, 3 oficines bancàries, 1 funerària, 2 tallers de reparació d'automòbils i de material agrícola, 1 autoescola, 1 paleta, 2 guixaires pintors, 5 fusteries, 5 lampisteries, 2 electricistes i 3 perruqueries.
Dels 7 establiments comercials que hi havia el 2009, 1 era una botiga de més de 120 m², 2 fleques, 2 carnisseries, 1 una botiga d'electrodomèstics i 1 una joieria.
L'any 2000 a Saint-Sauveur-Lendelin hi havia 53 explotacions agrícoles que ocupaven un total de 900 hectàrees.

## Equipaments sanitaris i escolars
L'únic equipament sanitari que hi havia el 2009 era una farmàcia.
El 2009 hi havia una escola elemental. Saint-Sauveur-Lendelin disposava d'un col·legi d'educació secundària amb 271 alumnes.

## Poblacions més properes
El següent diagrama mostra les poblacions més properes.